# Taxon monotipic
În biologie, un taxon monotipic este un grup taxonomic care conține un singur taxon subordonat. De exemplu, un gen monotipic este unul care conține o singură specie.